# Kasteel Biljoen
Kasteel Biljoen ligt tussen de Veluwe en de IJssel nabij Velp in de gemeente Rheden, in de Nederlandse provincie Gelderland. Dit cultuurhistorische Edele Huis uit de 16e eeuw werd door Karel van Gelre, hertog van Gelre en graaf van Zutphen omstreeks 1530, deels met bouwmaterialen van het nabijgelegen kasteel Overhagen gebouwd op het landgoed Broekerhof (of Broeckerhoeve), dat in 1076 door keizer Hendrik IV aan het kapittel van St.-Pieter te Utrecht was geschonken.

## Bewoners en bouwkundige geschiedenis
Uit geldnood verkocht de hertog van Gelre op 1 juni 1535 het kasteel met de bijhorende heerlijke rechten aan zijn hofmeester en intendant Roelof van Lennep (1485-1546), drossaard van Middelaer. Deze liet het aan zijn zoon Carl van Lennep (1530-1567), burgemeester en schepen van Arnhem, aan zijn kleinzoon Roelof en aan zijn achterkleinzoon Johan. In 1633 erfde Cunera van Lennep tot Billion (1600-1657), aanvankelijk gehuwd met haar neef Willem van Lennep, nadien met Willem van Broeckhuysen van Barlham het kasteeldomein. Bij de dood van Cunera in 1657 werd haar dochter Johanna van Lennep de nieuwe eigenares, maar vier jaar later stierf zij kinderloos en werd Biljoen, na 126 jaar in het bezit van de familie van Lennep te zijn geweest, in 1661 verkocht aan Alexander van Spaen (1619-1692).
Deze toonde zich een bouwheer van formaat. Hij verbouwde het centrale gedeelte tot het huidige vierhoekig gebouw met vier gelijke hoektorens, die elk van barokke klokvormige helmen werden voorzien. Aan de ingang werd de poorttoren afgebroken en vervangen door een vooruit springend middengedeelte met timpaan. Alexander wist ook het kasteeldomein te vergroten met de aanhechting in 1682 van Groot Beekhuizen. Maar in 1672 vestigde koning Lodewijk XIV van Frankrijk tijdelijk zijn hoofdkwartier op Biljoen, waardoor het in tegenstelling tot vele andere kastelen, niet door het Franse leger onder bevel van maarschalk-generaal Henri de La Tour d’Auvergne (Turenne) werd platgebrand. Deze bevelhebber was immers ook hertog van Bullionium, het Ardeense Bouillon. Mogelijk werd het kasteel toen omwille van zijn oorspronkelijke naam gespaard.
In 1692 werd Alexander Bernhard van Spaen de nieuwe eigenaar, en in 1696 droeg hij het kasteeldomein over aan zijn broer Frederik Willem, die na de gedwongen verkoop van Till en Moyland ook definitief op Biljoen kwam wonen. Andermaal werd het domein uitgebreid met Overhagen, Nederhagen en Rosande.
De volgende eigenaar van Biljoen was Alexander Diederik van Spaen, burgemeester van Wageningen. Maar het was zijn zoon Johan Frederik Willem (1746-1827), die het kasteeldomein Biljoen zijn internationale allures wist te geven, door zowel het interieur van het kasteel, als de tuin- en parkaanleg van Biljoen en Beekhuizen ingrijpend te wijzigen. Maar toen zijn zoon Alexander Jacob van Spaen in 1848 stierf, betekende dit het einde, na 187 jaar, van het van Spaen-familiebezit Biljoen.
Uiteindelijk erfde Johan Frederik Willem Carel baron van Hardenbroek, heer van Biljoen (1807-1871), kamerheer van koning Willem III der Nederlanden van zijn moeder, Justine van Spaen (1780-1853), het kasteel en stelde het tijdelijk ter beschikking aan Anna Paulowna, de weduwe van koning Willem II. Later stelde hij het open als particulier museum. In 1867 verkocht hij het grootste deel van Biljoen aan een Duitse industrieel J.H.Willem Lüps, die in 1872 ook het kasteel kocht, zodat het geheel uiteindelijk behouden blijft. Gedurende vier generaties bleef het kasteeldomein eigendom van de familie Lüps, die het geheel gedurende 139 jaar goed wisten te bewaren, tot de laatste mannelijke erfgenaam, Johan Hendrik Willem Lüps (1930-2006), getrouwd met kunstschilderes jkvr. Albertine Marie Isabelle Jeanne de Blocq van Scheltinga (1928-2006), in 2006 overleed, waarna het door de erfgenamen te koop werd aangeboden.
In 2008 werd het 162 hectare grote culturele erfgoed, met financiële steun van de Provincie Gelderland en bijdragen van onder andere het Prins Bernhard Cultuurfonds, door de stichting Het Geldersch Landschap en Geldersche Kasteelen in zijn geheel verworven, zodat het in zijn oude glorie kon worden hersteld en ten behoeve van de gemeenschap bewaard blijft. Het huis en de naaste omgeving is, conform de wens van de laatste eigenaar, inmiddels weer particulier bewoond en gewoonlijk niet toegankelijk.

## Interieur van het kasteel
Zes brede boogvormige trappen in blauwe hardsteen leiden naar de monumentale ingangspartij in neorenaissance stijl onder een balkon, naar een ontwerp van de Arnhemse architect Lucas Hermanus Eberson (1822-1889). Het wordt bekroond door het wapen van het geslacht van Hardenbroek. De dubbele ingangsdeuren zijn voorzien van twee bronzen leeuwenkoppen met deurkloppers, vier wapenschilden en twee kronen in het timpaan. De witte inkomhal met een viervoudige Cornucopia (Hoorn des overvloeds) op het plafond, de muren afgezoomd met festoenen, kransen en guirlandes, de gezoete donkerblauwe stenen vloer, maar vooral de hoge nis met een levensgroot marmeren beeld van een nimf geven de bezoekers een overweldigende indruk. Rechts achteraan leiden veertien brede eiken treden naar een overloop met uitzicht op de vijver en het park. Ook het witte plafond van de ruime trapzaal, die toegang geeft tot de Grote (Italiaanse) Balzaal op de eerste verdieping, is rijkelijk gedecoreerd met stucwerk.
Tot het meest imposante vertrek van het kasteel wordt gerekend de Grote Balzaal, een mooi voorbeeld van neoclassicistische binnenhuisarchitectuur in de Lage Landen. Omwille van deze stuc-zaal met decoraties uit de periode 1780-1782, vermoedelijk door Hermanus Bader, naar gravures van Giovanni Battista Piranesi, is het kasteel Biljoen vermaard in binnen- en buitenland. Hier treft men voorstellingen aan van onder meer het Pantheon, de Milvische Brug, de Piramide van Cestius, de Tombe van 'Caecilia Metella' nabij Rome en de tempel van de Sibylle in Tivoli.
Twee belendende kamers op de begane grond zijn voorzien van 17e-eeuwse wandtapijten, afkomstig uit kasteel Moyland bij Kleef. In de Herenkamer werden twee verschillende reeksen van tapijten met dieren samengevoegd tot een geheel. Het zijn werken uit het weefatelier in Delft van Maximiliaan van der Gucht, en Amsterdamse tapijten van Alexander Baert. In de naastgelegen Oude Eetkamer hangen een reeks uitzonderlijke verdures uit Vlaanderen, gesigneerd en vervaardigd omstreeks 1650 door Simon Bouwens. Ook hier is de schoorsteenmantel uit 1857 opgebouwd naar een ontwerp van Eberson, met andermaal de dubbele vermelding "Bouillion".
Noemenswaardig zijn verder: het pompeuze Salon Tante Thea (begin 20e eeuw), met uitzicht over de achterliggende vijver met eiland en park; de oude keuken met fornuis en waterpomp; de kamers voor het personeel en de 'moderne keuken', wellicht de meest bewoonbare ruimte in het kasteel Biljoen, die vrij recent door de laatste bewoners werd geïnstalleerd.

## Landschapspark Biljoen

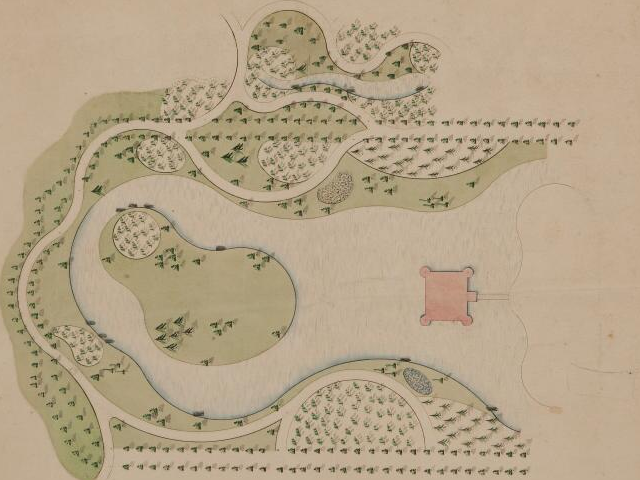
Tuinontwerp uit vermoedelijk 1784

Het landschap tussen Velp en Rheden wordt grotendeels bepaald door het Kasteeldomein Biljoen met zijn waterpartijen, bossen en landerijen. De aanleg strekt zich langs de Beekhuizerbeek in N.O.-richting tot ver in het stuwwallengebied met zijn hoogteverschillen. Zowel de Beekhuizerbeek, als de Rozendaalse beek zorgen voor voldoende helder water, waarmee fonteinen, cascades, vijvers en slotgrachten kunnen worden gevuld. De Beekhuizerbeek voedt de vijvers en de grachten rondom het kasteel, verlaat langs een dassenburcht het domein in oostelijke richting langs de snelweg en vloeit bij Rheden in de IJssel. De Rozendaalse beek, die door Velp stroomt, staat in verbinding met het zuidelijk parkgedeelte en met de vijvers rondom Overhagen, gaat via een duiker onder de snelweg door naar een kleine waterloop, die uiteindelijk in de IJssel stroomt. Vóór het kasteel ligt een omgracht voorplein met keermuren en een monumentale rondboogbrug, gedecoreerd met natuurstenen leeuwen en beren, die wapenschilden dragen. Onderaan de brug werd ooit een wapensteen met de kwartieren van de bouwheer, hertog Karel van Gelre, en Elisabeth van Brunswijk-Lüneburg ingemetseld. Links op het voorplein staat een Koetshuis, met paardenstallen. Aanvankelijk was het een bouwhuis, maar na een brand aan het eind van de 18e eeuw werd het overeenkomstig een ontwerp van Eberson herbouwd en kreeg het zijn huidige vorm met binnenplaats. Het rechter gedeelte van het gebouw is ingericht als kantoor/woonhuis, het midden en linker gedeelte omvat een compleet stalinterieur. Opvallend is de beplanting tegen de rood bakstenen gevel langs de beide kanten van de gelijkvloerse verdieping, waardoor alle aandacht naar het centrale gedeelte van de voorgevel gaat, de witte nis in het midden met een aantrekkelijke jachtgodin en daarboven het geveluurwerk uit 1792.
De formele Frans-classicistische tuinarchitectuur van het landschapspark Biljoen in het begin van de 18e eeuw staat afgebeeld op de zgn. Hottingerkaart (1773-1783). Nog steeds vormt deze formele aanleg, een herkenbare structuur in het landgoed. Deze aanleg, waarvan enkele lanen bewaard zijn gebleven, werd vanaf 1784 door de Duitse landschapsarchitect J.G. Michael (1737-1800) grotendeels vervangen door een romantische stijl, met respect voor de bestaande formele structuur. De gracht werd omgevormd tot een slingerende vijver met een eiland, zodat nergens het geheel kon worden overzien en de indruk van eindeloosheid kon worden gewekt. Open ruimten met ronde bloemperken werden aangeplant, en in aansluiting met de bestaande lanen werden gebogen lanen aangelegd, waardoor voor de bezoeker telkens wisselende uitzichten ontstonden. Tussen 1810 en 1822 werd het ontwerp nog uitgebreid door zijn schoonzoon J.D. Zocher en zijn kleinzoon, teneinde de landschappelijke eenheid in het park tot stand te brengen. Op het einde van de 19de eeuw werd de oprijlaan ingeplant met Amerikaanse eiken en doorgetrokken tot aan de weg van Velp naar Rheden. Volledigheidshalve kunnen nog de diverse kunstmatige rotspartijen, het schijngraf voor Van Spaen op een eilandje (waar later een beeld van Diana kwam te staan; het hoofd daarvan is recentelijk teruggevonden), een tweetal ijskelders, een 19e-eeuws hondenhok met biervaten, tuinvazen, sokkels en toegangshekken worden vermeld. Tot het landgoed behoren ook de inmiddels verdwenen kastelen Nederhagen en Overhagen.

## Sage
Een sage over dit kasteel is in de 19e eeuw ontstaan. Mark Prager Lindo ontmoette op een muziekavond Anna Nijhof. Zij maakten een wandeling naar de bekende Chinese brug. Geïnspireerd door de romantische omgeving, de maan en de verliefdheid van de jongeman, ontstond het verhaal van Mooi-Ann van Velp (Nederlandsche Sagen en Legenden, door Josef Cohen -1918). Zij zou getrouwd zijn met de kasteelheer van Biljoen, en verdronk - al dan niet door toedoen van haar man - in de vijvers rond het kasteel. Haar geest zou volgens het verhaal nog steeds ronddolen bij de wateren rond het kasteel, waar ze jongemannen het water in zou lokken.